# エリザベス・エジャートン
ブリッジウォーター伯爵夫人エリザベス・エジャートン（英語: Elizabeth Egerton, Countess of Bridgewater、旧名レディ・エリザベス・キャヴェンディッシュ、英: Lady Elizabeth Cavendish, 別名レディ・エリザベス・ブラックリー、英: Lady Elizabeth Brackley, 1626年 - 1663年7月14日）は17世紀イングランドの作家である。清教徒革命（イングランド内戦）中に姉のジェーンとともに戯曲『かくれた空想』を執筆しており、17世紀半ばの演劇文化に関する史料として知られている。キャヴェンディッシュ家の出身であり、第2代ブリッジウォーター伯爵ジョン・エジャートンの妻となった。

## 来歴
エリザベスは初代ニューカッスル公爵ウィリアム・キャヴェンディッシュとその最初の妻エリザベス・バセットの娘である。姉にジェーン、弟にヘンリー、妹にフランセスがいる。父であるウィリアムより、幼い頃から文学に対する薫陶を受けて育つ。ウィリアム自身が作家であり、ベン・ジョンソンなどの著名な作家を含む文学仲間と親しく付き合うパトロンであった。
1641年、当時ブラックリー卿であったジョン・エジャートンと結婚した。このため、この時期のエリザベスの名前はレディ・エリザベス・ブラックリーと表記されることもある。非常に若かったこともあり、エリザベスは結婚後もしばらく父の屋敷であるノッティンガムシャーのウェルベック・アビーに他の姉妹たちと住み続けることになった。母エリザベス・バセットは1643年に亡くなり、父はその後著名な作家となるマーガレット・キャヴェンディッシュと再婚した。
王党派であったウィリアムと息子たちはイングランド内戦の間フランスで過ごしたが、エリザベスはジェーンやフランセスとウェルベック・アビーに留まってチャールズ1世を支援したため、議会派と対立することになった。1644年8月にはウェルベック・アビーと、ジェーンが父にかわって管理していたもうひとつの屋敷であるダービーシャーのボルソーヴァー城が議会派の手に落ちた。母の死や内戦といった波乱に富んだ出来事をともに体験したこともあり、この3人の姉妹の絆は非常に強く、これがエリザベスやジェーンの著作に影響を与えていると言われている。
1645年にエリザベスはハートフォードシャーにあるアシュリッジにある夫ジョンの家に引っ越し、それ以降はおおむね戦争の混乱を避けて過ごした。この時にジェーンとフランセスもアシュリッジに同行した可能性がある。1646年には後に第3代ブリッジウォーター伯爵となる息子のジョンが生まれた。1649年には夫が第2代ブリッジウォーター伯爵となったため、エリザベスもブリッジウォーター伯爵夫人となった。1663年に10人目の子供を出産した際に亡くなり、アシュリッジに葬られた。

## 著作
エリザベスの著作は生前刊行されなかったが、その手稿類は20世紀になってから公開され、注目されることとなった。初期の草稿"Poems, songs, a Pastorall & a Play"はオクスフォード大学ボドリアン図書館 (Bodl. Oxf., MS Rawl. poet. 16) とイェール大学バイネッキ図書館(Yale University, Beinecke Library, Osborn MS b. 233)におさめられており、妹のジェーンと共同で書いた詩や戯曲などを集めたものである。ボドリアン図書館にある手稿はよく整理されたもので、おそらく1645年頃に作られており、父ウィリアムに見せるための清書原稿だと言われている。この手稿はイングランド内戦によりロンドンの商業劇場が閉鎖された1642年より後に作られたものであり、内戦中の文筆活動及び女性の文筆活動を知る上で貴重な史料と見なされている。
この手稿に入っている戯曲『かくれた空想』(The Concealed Fansyes) は1931年になって初めて刊行された。この作品は「2人のヒロインが「平等な結婚」を求め、両者を教育しようとする恋人コートリーとプレザンプションを仕込んで望みのものを手に入れる」様子を描いている。おそらく著者であるエリザベスとジェーン、妹のフランセス、エリザベスの夫ジョンなどが出演するアマチュア上演を念頭に置いて書かれた作品であり、私邸で上演された可能性が高い。正確な上演の記録は残っていないが、おそらくはウェルベック・アビーかボルソーヴァーで上演されたと考えられる。この作品は20世紀まで印刷媒体では刊行されなかったものの、手稿で回覧された可能性もある。この芝居じたいは1644年から45年頃に書かれたと考えられるが、劇中に包囲が登場しており、これは姉妹の屋敷が1644年に議会派により包囲された実体験に基づいていると考えられる。刊行当初はあまり注目されなかったが、1980年代頃から起こったフェミニズム批評の隆盛にともない、女性が残した稀な史料としてジェンダーの観点からよくとりあげられるようになった。この芝居は1994年12月14日、近世イングランドの女性のクローゼット・ドラマを上演する学術プロジェクトである“Women and Dramatic Production 1570–1670”の一環として、ヨークシャーのカントリー・ハウスであるブレトン・ホールで研究者のアリソン・フィンドリーとジェーン・ミリングの演出により上演された。
もっと後にエジャトンが書いた手稿類は"Loose Papers"という名前でまとめられており、祈り、瞑想、エッセイなどからなっており、子供達の死（成人したのは4人だけである）や病気について書かれたものや、妊娠や出産についてのものも含まれている。流産に際して、自分の命が助かったことを神に感謝する文章もある。この手稿におさめられている結婚や寡婦についてのエッセイは、「17世紀の女性の考えについて知るための非常に珍しい機会を提供してくれる」ものとなっている。このほかに"Meditations"と呼ばれる手稿をハンティントン・ライブラリーが所蔵している。

## 刊行情報
『隠れた空想』はNathan Comfort Starr, The Concealed Fansyes: A Play by Lady Jane Cavendish and Lady Elizabeth Brackley, PMLA, Vol. 46, No. 3 (Sep., 1931), pp. 802–838によって初めて解説つきで刊行された。この論文の著作権は更新されておらず、本文がウェブで公開されている。『隠れた空想』はCerasano, S. P., and Wynne-Davies, Marion, eds, Renaissance Drama by Women: Texts and Documents, London: Routledge, 1996にも収録されている。
"A Pastorall"、"An answeare to my Lady Alice Edgertons Songe"、"On my Boy Henry"、 "On the death of my Deare Sister" がKissing the Rod: An Anthology of Seventeenth-century Women's Verse. Germaine Greer et al., eds. Farrar Staus Giroux, 1988. 106-118に収録されている。"Loose Papers"はElizabeth Egerton, Subordination and Authorship in Early Modern England: The Case of Elizabeth Cavendish Egerton and Her Loose Papers, ed. Betty S. Travitsky, Arizona Center for Medieval and Renaissance Studies, 1999として刊行されている。